# Enrique Mosconi
Enrique Carlos Alberto Mosconi (1877 ― 1940) était un militaire et ingénieur argentin, connu principalement pour avoir joué un rôle de pionnier dans l’industrie pétrolière en Argentine. 
Après une formation militaire classique, il entreprit des études d’ingénieur qu’il compléta par plusieurs voyages d’étude en Europe, où il prit notamment du service pendant quatre ans dans un bataillon allemand. De retour en Argentine au début du XXe siècle, il fut versé dans le génie militaire, puis en 1920, avec le grade de colonel, nommé directeur du Service aéronautique de l’armée récemment créé, qu’il dirigera jusqu’en 1922. À partir de cette date et jusqu’en 1930, il exerça comme premier président en date de l’entreprise pétrolière publique Yacimientos Petrolíferos Fiscales (YPF), fondée cette même année sous l’impulsion du président radical Alvear. À ce titre, il sut accroître l’exploration et la production de pétrole, particulièrement en Patagonie, dans la zone autour de Comodoro Rivadavia, fit construire des raffineries, et en commercialisa lui-même les produits, tenant tête ainsi aux grandes compagnies pétrolières étrangères, plus spécifiquement la Shell et la Standard Oil. S’appliquant à réaliser l’autosuffisance énergétique de l’Argentine, dans le cadre plus large d’un nationalisme visant l’indépendance économique de l’Argentine, il dirigea la zone militarisée de Comodoro Rivadavia d’une main de fer, mettant notamment au pas les organisations ouvrières. En accord avec beaucoup de ses collègues officiers, et en opposition avec l’oligarchie civile plus conservatrice, Mosconi jugeait que cet objectif d’autonomie nationale ne pouvait être atteint que moyennant une tutelle complète de l’État sur le secteur des hydrocarbures. Au lendemain du putsch militaire de 1930, il remit sa démission, et après une brève période d’incarcération et d’expatriation forcée, fut relégué à des tâches subalternes. Ayant sollicité et obtenu sa retraite en 1933, il rédigea plusieurs ouvrages, et parcourant l’Amérique latine, sut convaincre les autorités de la Bolivie et du Brésil de mettre en œuvre une politique énergétique semblable à celle de l’Argentine (fondation respectivement de l’YPFB et de Petrobras). Après sa mort en 1940, sa figure et son action en faveur du patriotisme économique seront revendiquées par la gauche socialiste d’abord, par le premier péronisme ensuite, enfin par le kirchnérisme, lorsque la renationalisation partielle d’YPF (auparavant privatisée par le président Menem en 1992) devint un thème d’actualité en 2012.

## Jeunes années et formation
Fils d’Enrico Mosconi, ingénieur italien employé dans la construction du réseau ferroviaire en Argentine, et de María Juana Canavery, Argentine d’ascendance irlandaise, Mosconi passa la plus grande partie de sa jeunesse à Buenos Aires, aux côtés de ses deux sœurs aînées et de ses deux frères cadets. Son père souhaitait un fils médecin ; sa mère un fils militaire, qui emboiterait le pas à son oncle, le lieutenant-colonel Ángel Canavery, qui avait participé à la campagne militaire contre les Indiens, dénommée conquête du Désert. Alors qu’il était âgé de deux ans, la famille alla s’établir en Italie, pour s’en revenir en Argentine une couple d’années plus tard, après la mort en couches, à Marseille, de la mère. Enrico Mosconi convola en secondes noces avec la comtesse María Luisa Natti.
En mai 1891, à l’issue de sa formation primaire, le jeune Mosconi s’inscrivit au Collège militaire de la nation, d’où il sortit en novembre 1894, à l’âge de 17 ans, avec le grade de sous-lieutenant d’infanterie. Il fut envoyé se charger du 7e régiment d’infanterie à Río Cuarto, dans la province de Córdoba, et entreprit bientôt de rédiger un Règlement pour l’infanterie en campagne, avec un exposé sur le maniement des explosifs et des instructions pour la construction de ponts. En 1896, ayant eu de l’avancement, il fut muté à Buenos Aires, où il commença des études d’ingénieur à l’université de la ville. Sa future carrière sera fortement marquée par l’ingénieur des mines Enrique Martín Hermitte, professeur à la faculté des Sciences exactes physiques et naturelles et découvreur en décembre 1907 du premier puits de pétrole en Argentine, près de la ville de Comodoro Rivadavia.
Il fut membre du Círculo Militar depuis le jour où il eut achevé ses études au Collège militaire.
En 1899, il réalisa des études topographiques et statistiques dans les Andes, dans la province de Mendoza, puis l’année suivante fit partie de l’équipe chargée d’effectuer en Patagonie les relevés en vue de l’aménagement d’un réseau ferroviaire d’importance stratégique dans la Province de Neuquén. En 1903, il obtint en trois ans et demi son diplôme d’ingénieur civil à la faculté des Sciences exactes physiques et naturelles de l’université de Buenos Aires ; sa thèse de doctorat portait sur le projet de construction d’un barrage sur le lac Nahuel Huapi et sur la mise en place de vannes et d’écluses pour réguler les eaux des fleuves Limay et Negro, dans la province de Neuquén, afin de les rendre navigables.

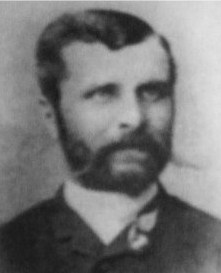
Le père, l’ingénieur Enrico Mosconi
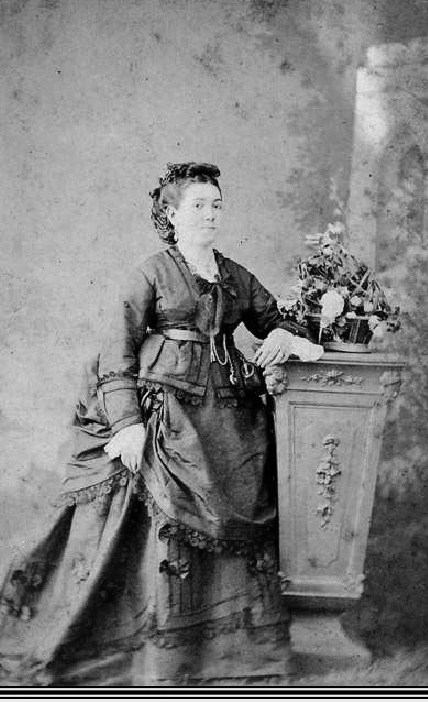
La mère, María Juana Canavery
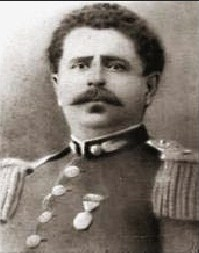
L’oncle, le lieutenant-colonel Ángel Canavey
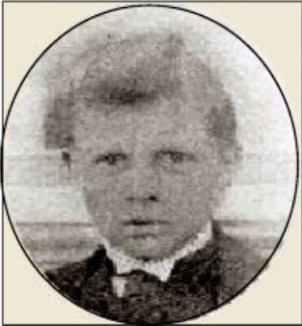
Enrique Mosconi à l’âge de 7 ans

## Carrière militaire

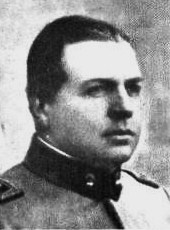
Mosconi vers 1915.

En 1903, âgé de 25 ans, il fut muté à la division du génie de l’armée en qualité d’ingénieur militaire et fit partie en 1903, doté alors du grade de capitaine, de la commission chargée d’étudier le tracé du chemin de fer Ferrocarril Central Norte et le réseau de lignes de Perico à Ledesma, dans la province de Jujuy. En 1904, il se vit décerner un prix pour un projet de construction d’une caserne d’infanterie et d’une autre de cavalerie (sur le lieu actuellement occupé par le régiment de Grenadiers à cheval, à Palermo, Buenos Aires). Entre 1906 et 1908, il fut désigné membre d’une commission composée de diplômés argentins et dépêchée en Europe (Italie, Belgique et Allemagne) pour étudier et acquérir des usines d’énergie hydroélectrique et gazière. Il s’engagea dans les troupes du génie de la Reichsheer, et passa quatre ans dans le 4e bataillon de Westphalie, en même temps qu’il suivait un cours de postgraduat à l’École technique supérieure d’artillerie et d’ingénierie de Charlottenbourg. En Allemagne encore, il s’initia aux idées industrialistes de l’économiste Friedrich List (1789-1846), qui avaient une grande répercussion en Europe et aux États-Unis. 
En 1909, Mosconi regagna l’Argentine et exerça comme chef du 2e bataillon du génie, mais au bout de quelques mois retourna en Europe afin d’y faire l’acquisition de matériel à l’intention de la division du génie. En Allemagne, en France et en Autriche-Hongrie, il étudia et travailla aux côtés de spécialistes en télégraphie et en chemins de fer. Revenu en Argentine en décembre 1914, il retrouva ses fonctions militaires et devint en 1915 directeur de l’arsenal Esteban de Luca à Buenos Aires. 
En mars de 1920, monté au grade de colonel, il fut désigné directeur du Service aéronautique de l’armée, qu’il dirigera jusqu’en 1922. L’aviation militaire, appelée bientôt la cinquième arme, était un domaine alors novateur. Il fut nommé membre de la direction de l’École technique Otto Krause à Buenos Aires, où il se lia d’amitié avec l’ingénieur et pionnier de l’aviation Jorge Newbery. Travailleur infatigable, il stimula l’aviation civile, encouragea la fondation d’aéro-clubs et mit sur pied en janvier 1922 le Groupe no 1 d’Aviation, composé d’un état-major, d’une escadrille de bombardement, d’une autre de chasseurs, d’une section d’entraînement, d’un parc aéronautique et d’une section de photographie. Ce fut dans ces circonstances que, se proposant de réaliser quelques vols d’entraînement aux frontières, il fut amené à vouloir se procurer du carburant auprès de la West Indian Oil Corporation, mais s’en vit refuser la fourniture au motif que le naphta n’était livré qu’après acquittement préalable du montant correspondant ; cette déconvenue fut un point de basculement et contribua à lui faire prendre conscience de la nécessité pour l’Argentine d’assurer son indépendance industrielle.

## YPF et la nationalisation du pétrole

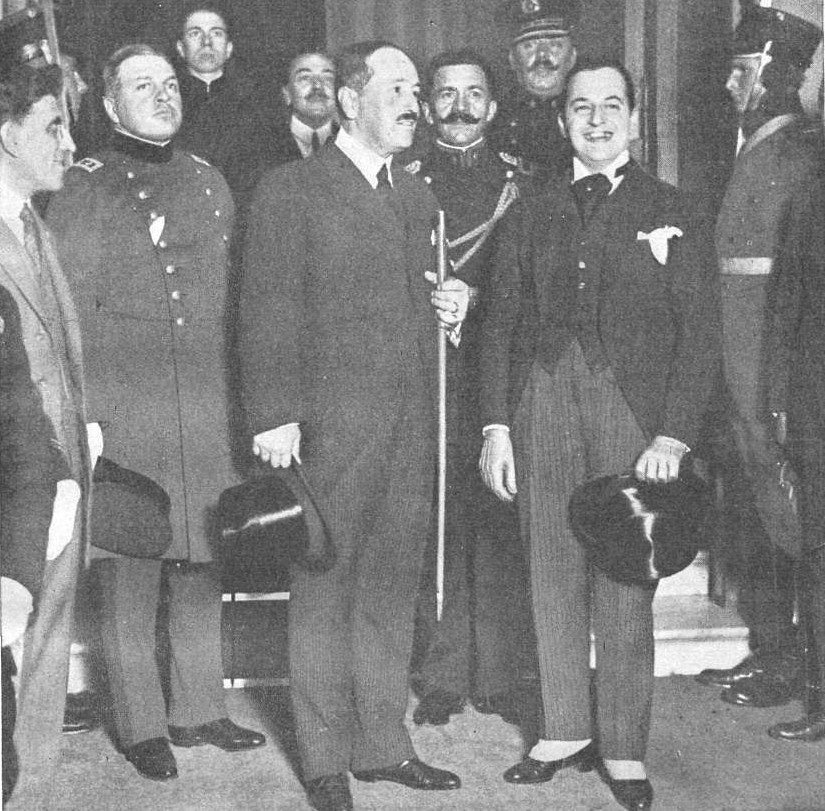
Mosconi (à gauche) à l'ambassade du Chili (1921).

Le 16 octobre  1922, sous la présidence de Marcelo T. de Alvear, Mosconi fut désigné Directeur général de l’entreprise pétrolière publique Yacimientos Petrolíferos Fiscales (YPF), fonction qu’il devait occuper pendant huit ans, s’efforçant d’accroître l’exploration et l’extraction de pétrole.
À ce titre, Mosconi allait bientôt élaborer une idéologie appuyée sur le nationalisme pétrolier, qui insistait « sur la nécessité de l’industrialisation, sur l’autosuffisance économique, sur l’hostilité au capital étranger et, fondamentalement, sur la nécessité de donner à l’État un rôle actif comme promoteur de l’entreprise publique ». Pour tous les objectifs cités, Mosconi bénéficiait de l’appui vigoureux du président Alvear, ce qui se traduisit par l’octroi d’une autonomie administrative complète à l’entreprise d’État, autonomie qui facilita la mise en œuvre entre 1924 et 1927 du plan d’expansion d’YPF. Ce plan comportait notamment la construction d’une raffinerie, qui devait éviter à YPF de continuer à voir lui échapper les importants bénéfices issus du raffinage et de la distribution, bénéfices demeurés jusque-là entre les mains des compagnies pétrolières privées. 
Depuis au moins la décennie 1920, le discours prévalait en Argentine selon lequel l’éloignement de la Patagonie par rapport au pouvoir central rendait nécessaire une tutelle militaire, en particulier sur la région du golfe San Jorge, qui renfermait d’importantes réserves de pétrole. Ce type de raisonnement apportait une certaine légitimité à la présence militaire dans la région, en particulier dans la ville de Comodoro Rivadavia, ainsi qu’aux représentants de l’armée. Leur latitude d’action dans l’administration et dans la direction d’organismes tels que les entreprises publiques, les équipements aériens et les installations portuaires donnait à l’institution militaire une image sous laquelle s’associaient pouvoir et perspectives de développement régional. Enrique Mosconi, en qualité de membre des forces armées, et de l’un des plus notoires « militaires capitaines d’industrie », avait pour objectif de renforcer et d’étendre l’industrie pétrolière publique pour, dans le même temps, réduire le pouvoir des compagnies pétrolières étrangères. En 1922, à la suite de la réorganisation de l’entreprise pétrolière d’État, qui prit alors nom de Yacimientos Petrolíferos Fiscales (YPF), « une entreprise publique verticalement intégrée vit le jour, qui non seulement produirait du pétrole, mais encore qui le raffinerait et vendrait les produits du raffinage sur le marché à des prix compétitifs ». 
Bientôt, Mosconi s’appliqua à déployer un ensemble de mesures destinées à surveiller l’organisation du mouvement ouvrier pétrolier alors en gestation. L’objectif de ces mesures était de définir un cadre normatif et de mettre en place un système d'organisation de la communauté des travailleurs, eu égard surtout à la période entre les années 1917 et 1922 où les rapports entre ouvriers (fédérés au sein de la Federación Obrera Petrolífera) et direction patronale avaient été marqués par de nombreux conflits. Parmi ces mesures se distinguent en particulier le contrôle du temps et des lieux de travail, contrôle visant à prévenir la possible constitution de groupes revendicatifs. L’étouffement des velléités contestataires s’accomplissait par la police, mais lorsque les conflits s’exacerbaient, les troupes de la marine de guerre venaient prêter main-forte, imprimant à l’administration du Yacimiento une forte empreinte militaire. Peu à peu, un contrôle strict fut mis en place sur la circulation de tracts ou de journaux, et l’on imagina d'infiltrer, au sein de la population des travailleurs, un certain nombre d’agents fédéraux venus de Buenos Aires dans le but d’affaiblir le mouvement ouvrier de l’intérieur. En outre, les avantages sociaux étaient conçus en grande partie comme un moyen de contrôler la population des travailleurs. Un élément qui témoigne de la sévère discipline militaire de Mosconi fut sa décision de dépêcher des officiers sur les sites pétroliers pour faire barrage à un groupe d’anarchistes de vingt nationalités différentes engagés dans une lutte pour des conditions de travail plus humaines.

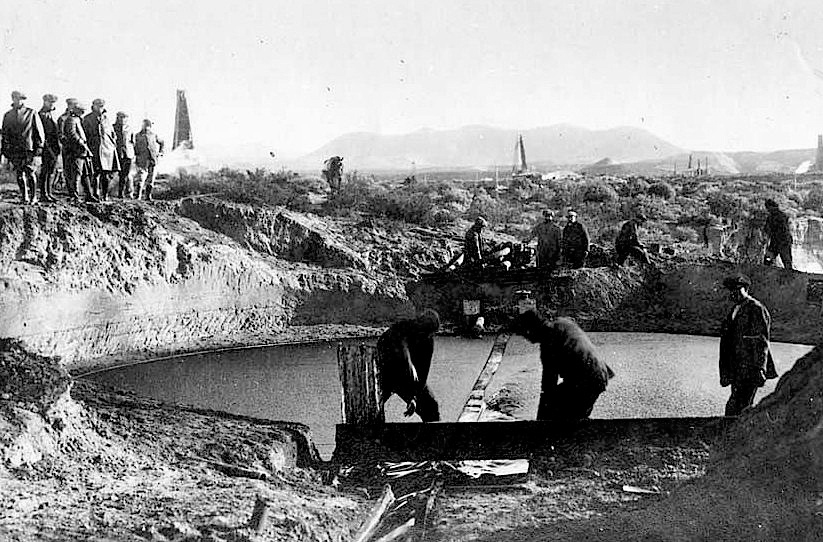
Travailleurs d’YPF sur un puits de pétrole en 1923.

Une autre mesure en ce sens fut l’argentinisation de la main-d’œuvre, consistant à favoriser le recrutement de migrants du nord de l’Argentine (des provinces de Catamarca et de La Rioja en priorité) afin d’éviter de devoir embaucher des ouvriers étrangers, dont on redoutait les accointances idéologiques. De même, la politique antisyndicale de Mosconi et la forte hostilité envers le mouvement ouvrier local se traduisit par la décision de l’administrateur local Alonso Baldrich d’« employer des officiers de l’armée comme auxiliaires principaux et leur habitude de travailler en uniforme militaire, [aspects qui] pour beaucoup de travailleurs symbolisaient la ‘militarisation’ de la force de travail ». S’y ajoute sans doute l’influence de la tradition prussienne chez Mosconi, quand celui-ci postulait que le modèle idéal du travailleur ypéeffien était celui qui réunissait en lui tant le soldat que le patriote. De là aussi la perception des conflits sociaux : la grève non seulement révélait la cupidité et l’égoïsme du travailleur, mais aussi devenait une agression contre la nation. Outre par les dispositifs de contrôle direct, le disciplinement s’obtenait aussi par le biais de primes ou de sanctions répercutées sur le montant du salaire.
L’armée argentine avait déjà élaboré son modèle propre de développement économique, axé principalement, en accord avec l’idéologie nationaliste, sur deux préoccupations bien déterminées : l’exploitation des ressources naturelles nationales (en particulier les gisements de pétrole) et l’impulsion à donner à l’industrialisation du pays. La conviction des officiers de l’armée que l’intervention de l’État était nécessaire dans les secteurs considérés vitaux pour la sécurité nationale explique la tension croissante entre les autorités civiles et le groupe des officiers politiquement actifs.
Aussi la société YPF était-elle perçue en 1922 comme le premier succès des militaires dans le projet général de réorganisation politique du pays. Dans le même sens, Mosconi voyait son rôle non pas comme une tâche isolée, mais comme une mission s’inscrivant dans ce processus général, et écartait tout type d’interférence politique dans l’accomplissement de cette mission. D’autre part, le remaniement de la société YPF mettait en évidence la distance qui existait entre les objectifs de l’élite civile, plus conservatrice, et les aspirations des chefs militaires. Enfin, ce processus impliquait aussi pour les forces armées de devoir commencer à songer à la nécessité de disposer d’une élite dirigeante propre, qui fût à la hauteur de la situation, c’est-à-dire de pouvoir s’appuyer sur un groupe de décideurs politico-militaires. L’attitude de Mosconi démontre que le secteur militaire agissait, vers le milieu des années 1920, selon un plan politique propre, de plus en plus hors de la tutelle des autorités constitutionnelles et de plus en plus en porte-à-faux avec la position doctrinale de l’élite libérale. Ainsi Mosconi allait-il dans l’exercice de ses pouvoirs très au-delà de ses attributions, en se passant de l’autorisation explicite du pouvoir exécutif, notamment lorsqu’il suspendait l’activité syndicale, mettait des travailleurs aux arrêts sans garanties juridiques, et se montrait implacable envers les membres du personnel qui s’avisaient de s’engager dans quelque parti politique, les licenciant alors sans délai. Vers la fin de 1928, le journal du soir Última Hora de Buenos Aires révéla des détails sur la dénommée « dictature mosconienne ». La séquestration de travailleurs sur le site pétrolier (qui appartenait à l’État fédéral et ne rapportait plus à l’autorité municipale depuis 1918), où tout droit politique leur était dénié, fut sans doute l’un des aspects les plus décriés de son action à l’YPF.
La société YPF bénéficia d’une mise de fonds de 8 millions de pesos de la part du gouvernement fédéral, puis réussit à se rendre autosuffisante, se finançant alors elle-même avec les recettes de l’extraction de pétrole, sans avoir jamais recours aux emprunts ni aux investissements étrangers. En 1925, Mosconi envisagea la possibilité d’une société mixte, publique et privée, mais se ravisa en 1928, déclarant :

« Il ne reste pas d’autre voie que le monopole de l’État, mais de manière intégrale, c’est-à-dire pour toutes les activités de cette industrie : la production, l’élaboration, le transport et la commercialisation [...]. Sans monopole du pétrole, il est difficile, voire impossible pour un organisme d’État de vaincre dans la lutte commerciale les organisations du capital privé. »

— E. Mosconi
Il remarqua en outre que défendre les gisements pétrolifères argentins contre les compagnies étrangères nécessitait de disposer d’« une magnifique insensibilité à toutes les sollicitations des intérêts privés, qu’ils concordent ou non avec les intérêts collectifs, mais avant tout il faut un pouvoir politique capable de contenir toutes les forces opposées ».

« Il apparaît inexplicable qu’existent des citoyens qui souhaitent aliéner nos dépôts de pétrole en accordant des concessions d’exploration et d’exploitation au capital étranger, pour favoriser celui-ci par les gains accrus s’obtenant d’une telle activité, au lieu de réserver absolument de tels bénéfices à améliorer le bien-être moral et matériel du peuple argentin. Car remettre notre pétrole, c’est comme remettre notre drapeau. »

— E. Mosconi

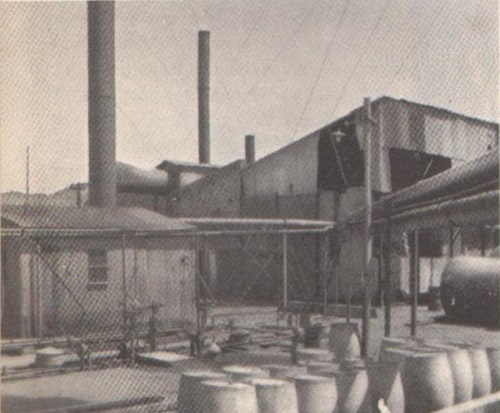
Première raffinerie construite par YPF (années 1920).

Mosconi, tandis qu’il bâtissait ainsi une grande entreprise pétrolière, eut à affronter la pression politique des deux géants de l’exploitation des hydrocarbures qu’étaient l’anglo-hollandaise Royal Dutch Shell et la Standard Oil de l’américain John D. Rockefeller. En 1922, la société YPF produisit 320 863 m3 et les compagnies privées 97 972 ; en 1923, la production de la société d’État s’élevait à 381 868 m3 et celle des firmes privées à 114 932, et en 1924 respectivement à 506 919 et 168 200 m3. Pour l’année 1925, ces mêmes chiffres étaient de 589 922 m3 pour l’YPF et de 333 691 pour le privé, et l’année suivante de 680 870 m3 contre 477 674 respectivement. La consommation intérieure enregistrait également des hausses au cours de cette même période.   
Le 10 janvier 1924, sur les instances de Mosconi, le pouvoir exécutif édicta un décret par lequel la réserve pétrolière d’État était autorisée à s’étendre dans le sud et que pouvaient se créer de nouveaux sites publics d’exploitation dans les territoires nationaux (c’est-à-dire des territoires n’appartenant à aucune province et relevant directement de l’autorité fédérale) de La Pampa, Río Negro, Neuquén, Chubut, Santa Cruz et Terre de feu. En vertu d’un nouveau décret du 30 octobre, YPF était autorisée à procéder à de nouveaux forages et à s’étendre à de nouvelles zones autour de Comodoro Rivadavia sans nécessité de permis d’exploitation minière.
Entre 1927 et 1928, Mosconi parcourut l’Amérique latine pour informer les autorités des différents pays sur l’expérience argentine en matière d’hydrocarbures, et plaider pour une intégration des efforts dans ce domaine. Mosconi fut le meilleur promoteur d’une politique nationale tendant à mettre les ressources naturelles au service du développement économique, industriel et social de la Nation argentine. Il prôna la nationalisation desdites ressources, l’instauration d’un monopole public absolu sur l’exploration et l’exploitation, et affirmait la nécessité pour les pays latinoaméricains de prendre des mesures coördonnées sur ce plan et de promulguer des lois relatives aux ressources naturelles qui servent les intérêts des États nationaux. Cette doctrine eut un certain impact au Mexique, au Brésil, en Uruguay, en Bolivie et en Colombie.
En 1929, il reçut Edmundo Castillo, ministre urugayen de l’Industrie, et sut le convaincre d’implanter une raffinerie nationale et une entreprise d’État pour vendre les produits de celle-ci ; il en résulta la création de l’Administration nationale des Combustibles, de l'Alcool et du Portland (en espagnol Administración Nacional de Combustibles, Alcoholes y Portland, sigle ANCAP), la compagnie publique de l’énergie fondée en 1931 par le gouvernement uruguayen.
L’activité de Mosconi comme directeur de la société YPF connut une fin abrupte avec le coup d’État de 1930, qui fut exécuté par un groupe de militaires emmenés par le général José Félix Uriburu et renversa le gouvernement constitutionnel d’Hipólito Yrigoyen.

## Le coup d’État de 1930 et la Décennie infâme
Le 9 septembre 1930, le général Mosconi, loyal à ses idées radicales, s’estima obligé de présenter sa démission indéclinable à la direction de l’entreprise YPF, démission aussitôt acceptée par le ministre de l’Agriculture, le Dr Horacio Beccar Varela. Dorénavant, et souffrant déjà de la maladie qui devait l’emporter dix ans plus tard, il sera totalement oublié par ses pairs des forces armées.
Beaucoup parmi les collaborateurs d’Uriburu se trouvaient sous l’influence d’intérêts pétroliers privés, comme ce fut le cas du vice-président de la Nation, Enrique Santamarina, actionnaire entre autres de la firme Sindicato Petrolífero Astra Argentina. Cependant, le pétrole n’avait pas été un facteur décisif dans le coup d’État ; ainsi que l’a signalé l’historien George Philip, spécialisé en histoire du pétrole, le nouveau gouvernement, s’il mit certes fin à la nationalisation du pétrole, n’apporta aucune modification drastique par rapport à la politique des précédents gouvernements. 
Le 9 septembre 1930, le général Mosconi fut détenu en même temps que son ami le général Baldrich et que le président de l’Alianza Atlántica, l’intellectuel Arturo Orzábal Quintana ; tous furent relâchés une semaine plus tard, mais déplacés loin de leur domicile en résidence surveillée. Mosconi s’obstina à ne pas vouloir collaborer avec le régime de la Décennie infâme lorsque les militaires au pouvoir lui en firent la demande. Le 6 décembre, il fut à nouveau incarcéré, accusé d’être communiste et de préparer un contre-coup d’État.
Plusieurs jours plus tard, après qu’il eut été placé en isolement et interrogé, il adressa une lettre au président provisoire, le général Uriburu, dans laquelle il se défendit une nouvelle fois d’être « putschiste ». Peu après, une procédure judiciaire fut ouverte contre lui sous l’incrimination d’avoir puisé indûment dans le budget d’YPF, procédure à l’issue de laquelle ordre lui fut donné de s’expatrier en Europe. À la suite de son refus, Mosconi jugeant en effet de son devoir de se défendre devant la justice argentine, il lui fut assigné une « mission personnelle » en Europe consistant à étudier plus avant l’évolution de l’aviation dans les pays européens, avec consigne de ne retourner sur le territoire argentin qu’après en avoir reçu l’instruction de sa hiérarchie. L’année suivante, de retour en Argentine, Mosconi se présenta au ministère de la Guerre, conformément aux ordres reçus. Entretemps, le général Agustín P. Justo, ancien condisciple de Mosconi, avait accédé à la présidence, mais ce fut en vain que Mosconi s’efforça d’obtenir une entrevue avec lui. Enfin, il apprit qu’on lui avait attribué la direction du département Gymnase et Tir, soit la relégation à une voie de garage caractérisée,.

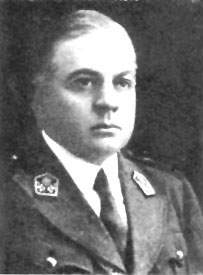
Mosconi en 1932.

Selon le biographe Raúl Larra, l’ingratitude, l’occultation de son œuvre et son départ obligé pour l’Europe faisaient partie du châtiment réservé à Mosconi pour s’être refusé à adhérer au coup d’État de José Félix Uriburu en 1930. Mosconi se sentait déjà mort, avant même sa disparition physique, ressentant l’oubli comme forme extrême de la mort ; Larra note : « Non seulement, l’on veut ignorer son existence, le donner pour mort, mais encore l’on cherche à effacer la trace de son passé, comme si réellement il n’avait jamais existé. On lui a décrété la mort civile ». 
Frappé d’une attaque d’apoplexie en 1933, dont il gardera une hémiplégie, il prit sa retraite et entama une longue réhabilitation personnelle, qu’il accomplit dans un petit gymnase installé à son propre domicile. Bientôt, il mit à profit ses expériences professionnelles pour rédiger plusieurs livres, dont le premier, paru sous le titre El Petróleo Argentino 1922 – 1930, connut un franc succès, à telle enseigne qu’il lui valut d’être décoré par l’Académie brésilienne des arts et des sciences. Plus tard, aidé de sa sœur, il réunit ses discours dans un volume intitulé Dichos y Hechos (littér. Dits et Faits), auquel succédera l’ouvrage Creación de la Quinta Arma (littér. Création de la cinquième arme).
En 1936, au lendemain de la guerre du Chaco, l’État bolivien créa la société publique Yacimientos Petrolíferos Fiscales Bolivianos (YPFB) suivant le modèle de l’entreprise argentine, et bientôt après décréta l’expropriation et nationalisation de la filiale bolivienne de la Standard Oil. En 1938, au Brésil, les mêmes principes conduiront à fonder le Conselho Nacional do Petróleo (CNP). Cette même année, Mosconi fut honoré d’une médaille d’or par l’Académie des sciences et des arts de Rio de Janeiro en reconnaissance de son œuvre, en particulier de son ouvrage El petróleo argentino. L’année suivante, le général Júlio Caetano Horta Barbosa, premier président du Conseil national (brésilien) du pétrole (CNP), s’entretint avec Mosconi, celui-ci soulignant derechef que les raffineries étatiques étaient d’importance essentielle si le CNP voulait pouvoir fixer les prix sur le marché brésilien. Lors d’un débat au Clube Militar de Rio, en 1947, Horta Barbosa soutint que les expériences argentine et mexicaine avaient permis d’établir que les monopoles pétroliers d’État bénéficiaient à l’ensemble de l’économie nationale, pendant qu’au contraire les monopoles privés mettaient les pays à la merci de l’impérialisme. La société Petrobras n’apparut cependant qu’en 1953, sous le deuxième gouvernement de Getúlio Vargas.
Dans les derniers mois de sa vie, Mosconi recevait la constante visite de délégations de la Fédération universitaire de Buenos Aires (FUBA), du mouvement FORJA (Force d’orientation radicale de la Jeune Argentine, mouvance dissidente au sein de l’UCR) et du Parti communiste. Ce seront toutefois les jeunesses socialistes, plus soucieuses de l’indépendance nationale, qui se montreront les plus fervents à se réclamer de la trajectoire de Mosconi et de sa défense d’une exploitation souveraine du pétrole.

## Mort
Mosconi s’éteignit le 4 juin 1940, dans la maison qu’il partageait avec ses deux sœurs, et qu’il avait acquise grâce à un prêt hypothécaire, dont de nombreuses traites restaient encore à acquitter. L’homme qui avait été à la tête de l’entreprise au capital le plus élevé d’Amérique hispanique présentait au moment de son décès un solde de neuf pesos et 90 centavos. 
Il reçut les honneurs militaires de rigueur, et sa dépouille fut inhumée au cimetière de Recoleta à Buenos Aires. Selon la presse portègne, la cérémonie se déroula en présence d’une foule nombreuse, dont plusieurs hautes personnalités de l’armée, les délégations d’institutions civiles et militaires, et des amis en grand nombre.

## Postérité
Après la mort de Mosconi, sa figure acquit une valeur symbolique et fut réinterprétée, par un processus que l’on pourrait qualifier d’« héroïsation ». Il y a à cela plusieurs raisons : d’abord, parce que divers secteurs de différentes allégeances idéologiques se la sont appropriée, son personnage se révélant propice à divers usages propagandistes (ainsi, le kirchnérisme, dans sa querelle contre les transnationales, a revendiqué Mosconi comme symbole de lutte, de même les fractions nationalistes, de gauche comme de droite, l’ont revendiqué tout au long de l’histoire récente comme combattant contre le capital étranger, et l’UCR invoque volontiers son action comme partie intégrante du projet politique de l’yrigoyénisme de la décennie 1920) ; ensuite, parce que l’on a constamment voulu voir en Mosconi l’incarnation de certaines vertus morales et à partir de là un modèle apte à moraliser la vie politique en Argentine ; parce que sa figure et son action, censées démontrer l’efficacité des valeurs de l’identité nationale, ont été à nouveau invoquées dans le cadre de la renationalisation partielle de la société YPF en 2012 ; et enfin, parce que son image a été idéalisée, et que chacun en Argentine peut s’identifier à la personne de Mosconi, puisqu’elle réalise l’unité symbolique de tous les Argentins autour du nationalisme pétrolier.
Dans l’entre-deux-guerres, les socialistes argentins étaient les plus ardents à prôner le développement du secteur énergétique, jugé nécessaire pour réaliser, à coût réduit pour les entreprises argentines, l’auto-approvisionnement en combustible, pour affranchir le pays de la nécessité de l’importer, et pour éliminer la concurrence des compagnies étrangères ; le moyen d’arriver à cette fin était la création d’entreprises publiques d’exploitation et de distribution (telles qu’YPF), seules à même de garantir l’indépendance économique du pays. Dès lors, les socialistes ne cesseront d’invoquer la figure de Mosconi en référence à la confrontation qu'il avait menée avec le « trust étranger », mais en occultant sa politique antisyndicale. En 1943, le philosophe hispano-argentin Francisco Romero affirma p.ex. que le général Mosconi devait être considéré comme « le nouveau paradigme du héros national, du bâtisseur de la Nation, pour avoir assumé le rôle d’entrepreneur national promouvant le développement pétrolier du pays et son émancipation économique au travers de la lutte qu’il engagea contre le capital impérialiste représenté par les compagnies pétrolières étrangères ». Quant à l’avocat socialiste Julio V. González, il dénonça dans son ouvrage La nacionalización del petróleo les accords conclus en 1936 et en 1937 entre l’État argentin (représenté notamment par YPF) et les filiales de la Royal Dutch Shell et de la Standard Oil en vue de l’exploitation du pétrole argentin, ces filiales agissant aussi bien en tant qu’unités de production et d’industrialisation que de distribution ; selon González, les pactes avaient été signés en secret par le pouvoir exécutif, en raison de quoi il en réclamait l’immédiate résiliation, préconisant d’autre part une prompte renationalisation du pétrole, au nom de l’héritage mosconien. 
Dans un premier temps, la mémoire de Mosconi n’était honorée officiellement que par le conseil d’administration d’YPF. En 1945, la presse rendit compte d’un petit hommage rendu par la direction d’YPF à Buenos Aires à l’occasion du cinquième anniversaire de sa mort. Ce n’est toutefois qu’à partir de 1947 que ce culte de Mosconi tel qu’instauré par les socialistes sera récupéré et prolongé par les autorités militaires dans la zone militarisée du gouvernorat de Comodoro Rivadavia. Le statut de zone militarisée impliquait que, sous le prétexte de surveiller les gisements pétroliers dans le contexte de la Seconde Guerre mondiale, la ville de Comodoro Rivadavia et ses alentours étaient depuis 1944 passés sous la tutelle directe de l’armée. Étant donné donc l’absence de droits politiques et le strict contrôle de la population locale, les autorités militaires s’ingénièrent à obtenir son adhésion en renforçant l’identité locale par la mise en œuvre de politiques culturelles. La pratique culturelle sans doute la plus importante imaginée sous le péronisme fut la dénommée Fiesta Nacional del Petróleo, célébration qui en 1947 se déroula sur les lieux mêmes auxquels avait été attribué, dans un statut renouvelé et dans le cadre des nouvelles politiques industrielles du péronisme, le privilège de la gestion pétrolière, c’est-à-dire à Comodoro Rivadavia. En fait, cette journée du 13 décembre (commémorant la date de la première découverte de pétrole en Argentine en 1907) avait été proclamée jour férié national dès 1943, mais était jusque-là passée à peu près inaperçue dans le reste du pays. 
Dans le cadre de ce 40e anniversaire de la découverte du pétrole, la figure de Mosconi fut abondamment évoquée et son héritage de lutte contre le « trust étranger » réactualisé dans la perspective de la nationalisation du pétrole promue par le péronisme, tout cela s’articulant par ailleurs sur la considération due aux forces armées en tant que facteur de progrès dans la région. En outre, l’œuvre du général pétrolier Mosconi était désormais présentée comme s’étendant bien au-delà du seul YPF, et l’on mettait en relief à présent son activité en matière de construction d’écoles et d’hôpitaux p.ex., faisant bénéficier du développement économique la localité tout entière. 

Dans les années 1940, le Syndicat des ouvriers et employés d’YPF, dont le premier comité de direction était composé entre autres de sympathisants socialistes et s’efforçait de préserver son autonomie vis-à-vis du péronisme, se réclama du Mosconi qui défendit YPF contre les actions des compagnies « impérialistes », faisant valoir que grâce à ses dons de militaire, les réserves pétrolières de la patrie purent être préservées de l’exploitation par le « capital étranger », par quoi la liberté économique fut garantie, liberté « qu’il s’agit maintenant de consolider, à présent qu’une des plus grandes aspirations de sa vie est devenue réalité, la nationalisation du pétrole argentin ». Il n’était jusqu’à la militarisation d’YPF qui ne fût justifiée par les socialistes : l’entreprise étant une société publique considérée comme stratégique car au service de la « défense nationale », c’était à juste titre que Mosconi avait fait tôt appel au sens des responsabilités des travailleurs à l’aide d’une rhétorique nationaliste et étatiste ; cette appropriation de la cause nationale par les travailleurs d’YPF avait été déterminante pour faire admettre le développement de l’entreprise comme objectif commun, les ouvriers passant à s’identifier avec le lieu auquel les avait affectés Mosconi, c’est-à-dire à faire figure de soldats de la patrie. Aux yeux de ce syndicat, qui prônait pourtant un syndicalisme pétrolier autonome (non inféodé au péronisme), Perón était un continuateur de l’œuvre de Mosconi (mais sans la dépasser), moyennant certes qu’il continuât de garantir la non introduction de capital étranger dans l’industrie pétrolière argentine. Cependant, si dans un premier temps ils se réclamaient de Mosconi en même temps que de Perón, les syndicalistes autonomistes ne consentiront plus, après les conflits survenus avec des travailleurs identifiés au peronisme, à commémorer dorénavant que le seul ancien directeur d’YPF lors des anniversaires du 13 décembre. Quant aux travailleurs péronistes, ils décidèrent à la suite d’une grève menée en juillet 1947 par la fraction autonomiste qui contrôlait le SOYEYPF, de se rassembler en février de 1948 dans une nouvelle structure syndicale appelée Sindicato del Personal de YPF (SPYPF), et n’invoqueront Mosconi qu’en sa qualité de premier directeur de l’entreprise publique, estimant en effet que Perón, à la différence de Mosconi, non seulement fut l’artisan de l’indépendance économique de l’Argentine et favorisa la justice sociale, mais encore appuyait la syndicalisation des travailleurs. 
Pendant les célébrations du 13 décembre 1947 tenues à Buenos Aires, une corrélation fut établie entre les avantages sociaux accordés par Mosconi durant sa présidence de l’YPF (qui eussent été plus importants encore si la révolution de 1930 ne l’avait pas conduit à démissionner) et les politiques sociales du péronisme, et l’on s’attacha à situer Mosconi sur une même ligne de continuité avec Perón, en présentant Mosconi comme un proto-péroniste, comme un péroniste sans le savoir. 
À la commémoration du 13 décembre 1952, on évoqua la figure de l’ingénieur Luis A. Huergo, premier directeur de l’entreprise pétrolière créée en 1910 par le président Roque Sáenz Peña et nommée Dirección General de Explotación del Petróleo de Comodoro Rivadavia, qui fut contraint de « déposer les armes, de démissionner et de ceder le pas, impuissant, à l’invasion de l’impérialisme capitaliste pétrolier ». Du reste, le même sort fut réservé à l’ancien directeur d’YPF, victime lui aussi de la vénalité des gouvernants et des législateurs du régime oligarchique destitué en 1943. À présent toutefois (depuis l’arrivée au pouvoir de Perón), la défense des richesses naturelles du pays n’est plus de la responsabilité exclusive d’un fonctionnaire d’État comme Mosconi, mais incombe désormais à un chef d’État comme Perón. Lors de la réévaluation du panthéon des héros libéraux à laquelle se livra le premier péronisme, l’on se plut, en même temps que l’on acclamait telle personnalité de l’histoire argentine, à souligner l’incomplétude de son œuvre ; de la comparaison entre Perón et les autres grandes figures, c’est Perón qui sortait vainqueur, car lui achevait et donnait sa forme finale au rêve de ses prédécesseurs, en effet : « pour la première fois, les grands héros sont perfectibles, pour la première fois surgissent des figures nationales plus grandes que San Martín et Sarmiento ».
YPF demeura l’entreprise pétrolière publique argentine jusqu’en 1992, année où elle fut privatisée par le gouvernement de Carlos Menem. Le 16 avril 2012, il fut procédé, à l’instigation de la présidente Cristina Fernández de Kirchner, à la renationalisation de l’entreprise, à raison de 51 %.

## Hommages

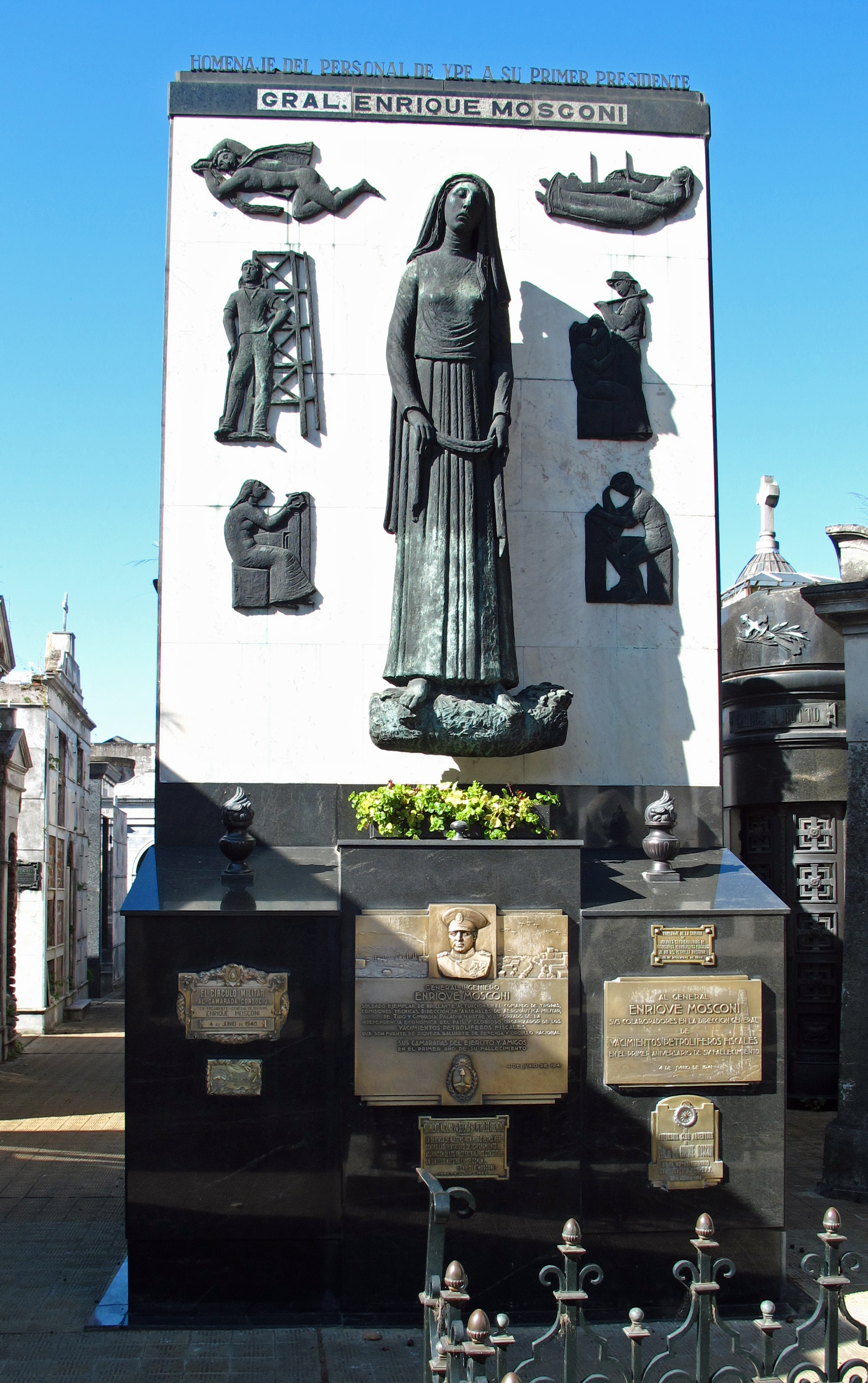
Tombeau de Mosconi au cimetière de la Recoleta à Buenos Aires.

Trois localités argentines portent le nom de Mosconi ; ce sont :
- dans la province de Chubut : General Mosconi, non loin de la ville de Comodoro Rivadavia. La localité est également connue sous le nom de Kilómetro 3
- General Mosconi, dans la province de Formosa
- General Mosconi dans la province de Salta.

En outre, deux aéroports situés aux abords de zones d’exploitation pétrolière ont été baptisés à son nom :
- à Tartagal, dans la province de Salta : l’aéroport Gral. Enrique Mosconi Tartagal
- à Comodoro Rivadavia, dans la province de Chubut : l’aéroport international Général Enrique Mosconi

Le nom de Mosconi a été donné à plusieurs établissements scolaires : l’école secondaire de Plaza Huincul E.P.E.T no 10 (spécialisation technique en pétrole, établissement unique en Argentine) ; une école technique à Maria Grande (Escuela Técnica no 34 Gral. E. Mosconi) ; depuis 1992 une école primaire, la no 1339 située dans le quartier Barrio Fonavi SUPE de la ville de San Lorenzo (province de Santa Fe). Le centre étudiant de l’UTN Regional Mendoza porte son nom (le CETEM : Centro de Estudiantes Tecnológicos Enrique Mosconi).
En 1983 fut fondé l’Institut argentin de l’énergie General Mosconi, association sans but lucratif vouée à « promouvoir une exploitation rationnelle des ressources énergétiques et un développement cohérent de ses activités connexes qui satisfassent aux intérêts de la population ».
Nombre d’odonymes en Argentine rappellent le souvenir de Mosconi, notamment une avenue à Buenos Aires, une avenue de la localité de Barranqueras, dans la province du Chaco (c’est du reste à l’intersection de ladite avenue avec l’avenue Juan José Castelli que se trouve le pôle de distribution d’YPF pour la région Nordeste), et le pont qui franchit le Río Grande dans la ville homonyme de la province de Terre de feu.
En 2017 parut une bande dessinée basée sur l’histoire du général-ingénieur Enrique Mosconi, destinée aux élèves des écoles primaires et secondaires, et aux jeunes en général. Le livre, intitulé General Ingeniero Enrique Mosconi. Una historia de novela, est de la main de l’artiste Alejandro Aguado, et a été développée par les éditions universitaires EDUPA (Editorial Universitaria Patagónica) de la UNPSJB (Universidad Nacional de la Patagonia San Juan Bosco). Le recteur déclara que l’objectif était d’arriver à ce que « les secteurs les plus jeunes sachent apprécier les débuts de cette histoire, et de cette façon l’incorporent comme symbole d’amour de la patrie et de dévouement aux idéaux, ce qui doit permettre ensuite des activités servant à faire prendre conscience de son histoire et à faire réfléchir sur celle-ci ».

### Publications d’Enrique Mosconi
- (es) El Petróleo argentino 1922-1930 (Obras, Tomo I), Buenos Aires, AGEPE, 1958
- (es) Dichos y hechos 1908 - 1938, Buenos Aires, El Ateneo, 1939
- (es) La creación de la Quinta Arma y las rutas aéreas argentinas

### Ouvrages et articles sur Enrique Mosconi
- (es) Carl Solberg, Petróleo y Nacionalismo en la Argentina, Buenos Aires, Hyspamérica, 1982
- (es) Raúl Larra, Mosconi, General del petróleo, Buenos Aires, Ediciones Ánfora, 1976
- (es) Jorge Victoriano Alonso et José Luis Speroni, Mosconi, petróleo para los argentinos. Una historia novelada, Buenos Aires, Editorial Taeda, 2006
- (es) Daniel Cabral Marques, Las empresas estatales extractivas y la configuración de identidades sociales ligadas al mundo del trabajo en la Patagonia Austral (1907-1955), Universidad Nacional de Mar del Plata-Universidad Nacional de la Patagonia Austral (thèse de maîtrise), 2008
- (es) Enrique Masés, « Mosconi y los trabajadores de YPF. Su gestión administrativa: 1922-1930 », Todo es Historia, Buenos Aires, no 484,‎ 2007, p. 16-20
- (es) Gabriel Carrizo, Petróleo, peronismo y sindicalismo. La historia de los trabajadores de YPF en la Patagonia, 1944-1955, Buenos Aires, Editorial Prometeo, 2016
- (es) Marcela Garrido, Mosconi, 1877-1940. Biografía visual, Buenos Aires, Museo Roca-Instituto de Investigaciones Históricas, 2008